# Theory of a Deadman
Theory of a Deadman – kanadyjska grupa muzyczna grająca mieszankę muzyki rockowej, akustycznej, oraz elementów post grunge. Zespół został założony w roku 2001 w kanadyjskiej miejscowości Delta w prowincji Kolumbia Brytyjska, przez wokalistę i gitarzystę Tylera Connolly’ego, perkusistę Tima Harta, gitarzystę Dave’a Brennera, oraz basistę Deana Backa. Wydawcą płyt zespołu jest holenderska wytwórnia Roadrunner, oraz kanadyjska 604. Ze względu na swoje charakterystyczne brzmienie, grupa często bywa porównywana do takich zespołów jak Puddle of Mudd, czy Nickelback. 2009 zespół wystąpił na Crüe Fest 2.

## Historia

### (Theory of a Deadman 1999 – 2003)
Historia zespołu zaczyna się w roku 1999, kiedy to wokalista oraz gitarzysta rytmiczny grupy, Tyler Connolly przedstawił wokaliście Nickelback, Chadowi Kroegerowi kasetę z nagranym materiałem demo. Wtedy zespół miał gotowy jeden utwór, zatytułowany „Theory of a Deadman”. W roku 2001 Connolly, wraz z kilkoma innymi muzykami założył grupę, której nazwę wzięli od swej pierwszej piosenki. W roku 2002, po założeniu przez Kroegera wytwórni 604, Theory of a Deadman zostali pierwszym zespołem w nowej wytwórni. Wtedy to zespołem zainteresowały się także większe wytwórnie. Ostatecznie wybór padł na holenderską wytwórnię Roadrunner. Wkrótce po tym, w kwietniu 2001 roku zespół wszedł do studia „Green House Studios” w Vancouver z zamiarem nagrania materiału na debiutancki album. Producentem krążka został Chad Kroeger, oraz Joe Moi. Kroeger stał się także współkompozytorem, oraz współautorem większości utworów. Podczas nagrywania albumu, zespół sięgnął po swój utwór z płyty demo i zmienił jego nazwę na „The Last Song”. Kiedy prace nad albumem zostały skończone, zespół postanowił starszą nazwę piosenki wykorzystać jako nazwę utworu. Prace nad krążkiem zostały zakończone w maju. W czerwcu, wokalista Tyler Connolly, wziął udział w projekcie wokalisty Nickelback, Chada Kroegera. Wystąpił w singlowym utworze „Hero”, gdzie zagrał na gitarze prowadzącej. Wystąpił także w teledysku do utworu. Piosenka promowała film „Spider-Man”. Na stronie B singla, został zamieszczony utwór Theory of a Deadman pt. „Invisible Man”. To przyczyniło się do sporej promocji, mało jak dotąd znanej grupy. 11 czerwca, zespół wydał swój pierwszy singel, na który wybrano utwór „Nothing Could Come Between Us”. Premiera płyty zatytułowanej po prostu „Theory of a Deadman” przypada na 17 września. Płyta cieszyła się w ojczystej Kanadzie dużym powodzeniem. Krążek ostatecznie uzyskał status platynowej, a single z albumu uzyskały wysokie pozycje na listach, takich jak Mainstream Rock Tracks, czy Canadian Hot 100. Po wydaniu albumu, zespół wyruszył w trasę koncertową. W roku 2003. grupa zdobyła statuetkę Juno Awards, w kategorii „Najlepsza Nowa Grupa”.

### (Gasoline 2004 – 2007)
Na przełomie 2004, oraz 2005 roku grupa pracuje nad nowym albumem, którego premiera następuje 29 marca. Album zatytułowany „Gasoline”, przynosi zmianę producenta. Tym razem za produkcję odpowiedzialny jest Howard Benson, mający na swoim koncie współpracę z takimi grupami jak Seether, Papa Roach czy Creed. Album ostatecznie promuje aż 6 singli, z czego 2 uzyskują 1 pozycję na liście Canadian Hot 100. Album podobnie jak debiutancki krążek, uzyskuje status platynowej płyty. Po wydaniu albumu, zespół rusza we wspólną trasę z zespołami Shinedown, oraz No Address. Trwająca blisko rok trasa, pozwala grupie na występ u boku takich zespołów jak Breaking Benjamin czy The Exies. Aż 4 utwory z nowej płyty zespołu zostają wykorzystane w roku 2005 w grze komputerowej „Fahrenheit”. W roku 2006 zespół wykonał cover piosenki „Deadly Game” dla World Wrestling Entertainment „No Way Out (2006)”, która została wykorzystana na kompilacyjnym albumie „WWE Anthology”. Producentem utworu został Chad Kroeger. Utwór znalazł się na albumie zatytułowanym „WWE Wreckless Intent”, który na rynek trafił 23 maja 2006 roku. Grupa wykonała także cover utworu „No Chance In Hell”, poświęconego Vince McMahonowi. Utwór trafił na kompilację „WWE The Music, Vol. 8", wydaną w roku 2008.

### (Scars and Souvenirs 2008 – obecnie)
1 kwietnia 2008 roku, zespół wydał swój trzeci studyjny album, zatytułowany „Scars & Souvenirs”. Producentem albumu ponownie został Howard Benson. Album promowało 8 singli. Do 6 piosenek zespół nakręcił teledyski. Single zajęły wysokie lokaty na listach w Kanadzie, oraz Stanach Zjednoczonych. Utwór „By the Way”, został nagrany w duecie z Chrisem Daughtry. Grupa nagrała także utwór „Shadow”, który został poświęcony pamięci wokalisty grupy Alice in Chains Layne’a Staleya. 6 kwietnia 2008 roku, zespół pojawił się na gali rozdania Juno Awards. Grupa pojawiła się jako wykonawca muzyczny podczas 96 Grey Cup, wraz z Suzie McNeil oraz Andree Watters 23 listopada 2008 roku. Zespół ruszył we wspólną trasę z grupą Hinder w roku 2009. Total Nonstop Action Wrestling wykorzystało utwór „Got It Made” w podsumowaniu roku 2008. 9 kwietnia 2009 roku, album „Scars & Souvenirs”, pokrył się złotem za sprzedaż 500, 000 kopii. Złota płyta została wręczona grupie przez Recording Industry Association of America. Utwór „Not Meant to Be” został wykorzystany na soundtracku do filmu „Transformers”.

## Skład zespołu
| Obecni członkowie - Tyler Connolly – gitara prowadząca, śpiew (2001 – obecnie) - Dave Brenner – gitara rytmiczna, wokal wspierający (2001 – obecnie) - Dean Back – gitara basowa (2001 – obecnie) - Joey Dandeneau – perkusja (2007 – obecnie) | Byli członkowie - Tim Hart – perkusja (2001 – 2004) - Brent Fitz – perkusja (2004 – 2007) |

## Dyskografia

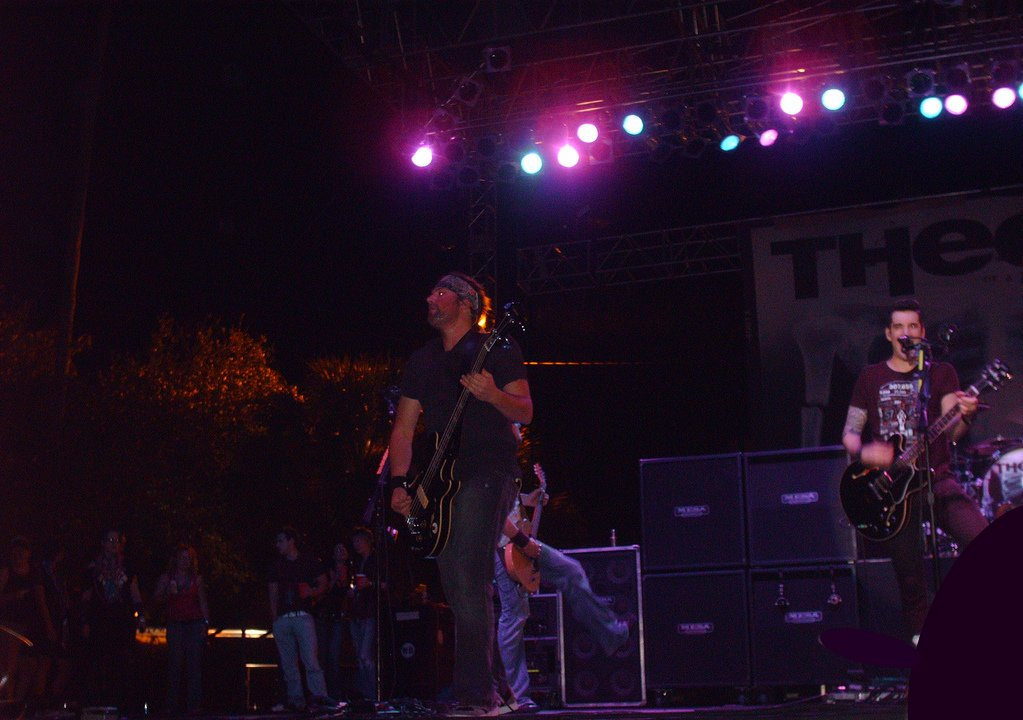
Zespół podczas występu na żywo

### Albumy studyjne
| Theory of a Deadman         | - Data: 17 września 2002 - Wydawca: 604 Records            | 85 | 4  |                 | - CAN: platynowa płyta                        |
| Gasoline                    | - Data: 29 marca 2005 - Wydawca: Roadrunner Records        | 58 | 10 |                 | - CAN: platynowa płyta                        |
| Scars and Souvenirs         | - Data: 1 sierpnia 2008 - Wydawca: Roadrunner Records      | 26 | 2  |                 | - USA: platynowa płyta - CAN: platynowa płyta |
| The Truth Is...             | - Data: 12 lipca 2011 - Wydawca: Roadrunner Records        | 8  | 2  |                 | - CAN: złota płyta                            |
| Savages                     | - Data: 29 lipca 2014 - Wydawca: Roadrunner Records        | 8  | 4  | - USA: 60 tys.+ |                                               |
| Wake Up Call                | - Data: 27 października 2017 - Wydawca: Roadrunner Records |    |    |                 |                                               |
| „–” album nie był notowany. |                                                            |    |    |                 |                                               |

### Single
| „Nothing Could Come Between Us”      | 2002 | –  | –  |                                           | Theory of a Deadman |
| „Make Up Your Mind”                  | 2003 | –  | –  |                                           | Theory of a Deadman |
| „Point to Prove”                     | 2003 | –  | –  |                                           | Theory of a Deadman |
| „The Last Song”                      | 2003 | –  | –  |                                           | Theory of a Deadman |
| „No Surprise”                        | 2005 | –  | –  |                                           | Gasoline            |
| „Say Goodbye”                        | 2005 | –  | –  |                                           | Gasoline            |
| „Santa Monica”                       | 2005 | –  | –  | - CAN: złota płyta                        | Gasoline            |
| „Hello Lonely (Walk Away from This)” | 2005 | –  | –  |                                           | Gasoline            |
| „Better Off”                         | 2005 | –  | –  |                                           | Gasoline            |
| „Since You’ve Been Gone”             | 2006 | –  | –  |                                           | Gasoline            |
| „So Happy”                           | 2008 | –  | 58 |                                           | Scars & Souvenirs   |
| „Bad Girlfriend”                     | 2008 | 75 | 42 | - CAN: złota płyta                        | Scars & Souvenirs   |
| „All or Nothing”                     | 2008 | 99 | 29 | - CAN: platynowa płyta                    | Scars & Souvenirs   |
| „Hate My Life”                       | 2008 | –  | 65 | - CAN: złota płyta                        | Scars & Souvenirs   |
| „Not Meant to Be”                    | 2008 | 55 | 65 | - USA: platynowa płyta - CAN: złota płyta | Scars & Souvenirs   |
| „By the Way”                         | 2009 | –  | –  |                                           | Scars & Souvenirs   |
| „Wait for Me”                        | 2009 | –  | –  |                                           | Scars & Souvenirs   |
| „Little Smirk”                       | 2010 | –  | –  |                                           | Scars & Souvenirs   |
| „End of the Summer”                  | 2010 | –  | –  |                                           | Scars & Souvenirs   |
| „Lowlife”                            | 2011 | –  | 63 | - CAN: złota płyta                        | The Truth Is…       |
| „Out of My Head”                     | 2011 | –  | –  |                                           | The Truth Is…       |
| „Bitch Came Back”                    | 2011 | –  | –  |                                           | The Truth Is…       |
| „Hurricane”                          | 2012 | –  | –  |                                           | The Truth Is…       |
| „Gentleman”                          | 2012 | –  | –  |                                           | The Truth Is…       |
| „Head Above Water”                   | 2012 | –  | –  |                                           | The Truth Is…       |
| „Easy To Love You”                   | 2012 | –  | –  |                                           | The Truth Is…       |
| „–” singel nie był notowany.         |      |    |    |                                           |                     |

## Trasy koncertowe
- (2005) – „The Rock is Alive Tour” (wraz z Black Stone Cherry oraz Parlor Mob)
- (2008) – „Scars & Souvenirs Tour” (wraz z Black Stone Cherry, Hinder, The Veer Union, Down Shift, Airbourne, Saving Abel, oraz jako support przed Mötley Crüe, podczas trasy „Saints of Los Angeles Tour”)
- (2009) – Crüe Fest 2 (wraz z Charm City Devils, Drowning Pool, Godsmack, oraz Mötley Crüe)
- (2010) – „Leave This Town Tour” (wraz z Daughtry, oraz Cavo)